# Beauvoir-sur-Niort
 Beauvoir-sur-Niort  es una población y comuna francesa, en la región de Poitou-Charentes, departamento de Deux-Sèvres, en el distrito de Niort y cantón de Beauvoir-sur-Niort.

## Demografía
| 1096 | 1163 | 1046 | 1162 | 1242 | 1330 |
| Para los censos de 1962 a 1999 la población legal corresponde a la población sin duplicidades (Fuente: INSEE [Consultar]) |      |      |      |      |      |